# Ludovic Grondin
Pour les articles homonymes, voir Grondin.
Ludovic Grondin est un footballeur réunionnais né le 9 juillet 1987. Il joue gardien de but dans le club de l'AS Marsouins.

## Palmarès
- Vainqueur de la Coupe Régionale de France en 2009 avec l'AS Excelsior
- Vainqueur de la Coupe des ligues régionales en 2009 avec La Réunion